# Cogollos Vega
Cogollos Vega er en by og kommune i det sydøstlige Spanien i provinsen Granada. Den har et indbyggertal på 2.084 (2024) indbyggere.